# Koninkrijk Kahuripan
Kahuripan (Nederlandse koloniale spelling: Kahoeripan) was een van de vele elkaar opvolgende Javaanse koninkrijken in de eeuwen vóór de komst van de Portugezen en de Nederlandse VOC. Het gebied besloeg oostelijk Java. 
Koning Erlangga van Bali veroverde rond 1020 wat na de invasie van Srivijaya nog restte van het koninkrijk Mataram. Het koninkrijk overleefde de dood van zijn stichter niet.